# Ludwig Schiller (Physiker)
Ludwig Schiller (* 11. Dezember 1882 in Reusch bei Weigenheim, Mittelfranken; † 24. August 1961 in Weilburg) war ein deutscher Physiker an der Universität Leipzig. Er war Spezialist für die Luftschifffahrt.

## Leben
Schiller studierte von 1901 bis 1919 an der Technischen Hochschule München, der Universität Leipzig und der Georg-August-Universität Göttingen. 1902 wurde er Mitglied des Corps Franconia München. 1911 wurde er in Leipzig zum Dr. phil. promoviert. 1921 habilitierte er sich dort für Physik und Luftschifffahrt. 1921 bis 1925 war er in Leipzig Privatdozent für Physik und Luftschifffahrt, 1925 bis 1926 nichtplanmäßiger a.o. Professor, 1926 bis 1945 planmäßiger a.o. Professor für Angewandte Mechanik und Thermodynamik. Im November 1933 unterzeichnete er das Bekenntnis der Professoren an den deutschen Universitäten und Hochschulen zu Adolf Hitler. 1945 wurde er nach Weilburg durch die aus Leipzig abziehende US-Armee evakuiert. Dort lebte er bis 1958 als Privatgelehrter. 1957 wurde ihm die Ehrendoktorwürde der RWTH Aachen verliehen. 1958 bis 1961 war er a.o. Professor für Angewandte Physik an der Technischen Hochschule Darmstadt. Er war Mitglied (Mitgliedsnummer 27220) des Vereins Deutscher Ingenieure (VDI).

## Publikationen
- Drei Klassiker der Strömungslehre. Hagen, Poiseuille, Hagenbach, Leipzig 1933.

## Herausgeber
- Handbuch der Experimentalphysik IV, Hydro- und Aerodynamik in 4 Bänden, Leipzig 1931.